# Glasau
Glasau er en by og en kommune i det nordlige Tyskland, beliggende i Amt Trave-Land under Kreis Segeberg. Kreis Segeberg ligger i den sydøstlige del af delstaten Slesvig-Holsten.

## Geografi
Glasau ligger i det nordøstlige hjørne af Kreis Segeberg, omkring 10 kilometer sydvest for Eutin og 18 kilometer nordøst for Bad Segeberg i naturparken Holsteinische Schweiz. Ud over Glasau ligger landsbyerne og bebyggelserne Altenweide, Kambek, Neuglasau og Sarau i kommunen.